# Bandiera dell'Oblast' di Sachalin
La bandiera dell'Oblast' di Sachalin mostra il contorno bianco dell'isola di Sachalin e delle Isole Curili su un campo turchese sbiadito. È stata adottato il 28 novembre 1995.